# Marasmarcha bonaespei
Marasmarcha bonaespei là một loài bướm đêm thuộc họ Pterophoridae. Nó được tìm thấy ở Namibia và Nam Phi.